# David E. Green
David Ezra Green (5 août 1910 - 8 juillet 1983) est un biochimiste américain qui apporte d'importantes contributions à l'étude des enzymes, en particulier la chaîne de transport d'électrons et la Phosphorylation oxydative.

## Biographie
Green est né à Brooklyn, New York, le fils de Jennie (Marrow) et Hyman Levy Green, un fabricant de vêtements. Ses parents sont des immigrants juifs de Russie et d'Allemagne. Il obtient un diplôme en biologie de l'Université de New York. Il s'installe ensuite en Angleterre et travaille pendant huit ans à l'université de Cambridge sous la direction de Malcolm Dixon, sur les réactions redox dans les systèmes biologiques. Il obtient son doctorat sous Dixon en 1934 avec une thèse intitulée L'application des potentiels d'oxydo-réduction aux systèmes biologiques.
Au début de la Seconde Guerre mondiale, Green retourne en Amérique et s'établit dans un laboratoire de l'Université Columbia. Il y étudie le métabolisme des acides aminés et le cycle de l'acide citrique. En 1948, Green part à l'Université du Wisconsin à Madison et crée l'Institute for Enzyme Research, apportant des contributions vitales aux études sur la phosphorylation oxydative, la chaîne de transport d'électrons et la bêta-oxydation.
Il est marié à Doris Cribb, d'origine anglaise. Il est le père de la biochimiste Rowena Green Matthews et le grand-père de la sénatrice du Wisconsin Tammy Baldwin.